# Karl Minnigerode
Karl Friedrich Ernst Minnigerode (* 6. August 1814 in Arnsberg; † 13. Oktober 1894 in Alexandria (Virginia)) war ein deutscher Revolutionär und Prediger.

## Leben
Minnigerodes Familie war Teil der hessischen Beamtenelite. Der Vater Ludwig Minnigerode war in Arnsberg Chef der Provinzialverwaltung des Herzogtums Westfalen, das damals zum Großherzogtum Hessen gehörte. Später war er Präsident des großherzoglichen Hofgerichts in Darmstadt.
Karl Minnigerode besuchte das Gymnasium in Darmstadt, wo er zum engeren Freundeskreis Georg Büchners gehörte. Später begann er mit dem Studium der Rechtswissenschaften an der Universität Gießen. Minnigerode wurde 1832 Mitglied der Alten Gießener Burschenschaft Germania und nach deren Auflösung infolge des Frankfurter Wachensturms ab 1833 des Corps Palatia. Am 1. August 1834 wurde er bei der Verteilung des von Friedrich Ludwig Weidig und Büchner redigierten Hessischen Landboten in Gießen verhaftet und im alten Klosterkasernen-Gefängnis in Friedberg inhaftiert. Im Juni 1835 wurde er in das Arresthaus nach Darmstadt verlegt. Büchner nahm in seinen Briefen mehrfach auf die Haft Minnigerodes Bezug. Aufgrund dieser Vorfälle wurde der Vater 1834 vorzeitig und gegen seinen Willen pensioniert. Die daraus erwachsene Auseinandersetzung zwischen der zweiten Kammer der Landstände und der Regierung führte zur Auflösung des Landtages am 24. Oktober 1834.
Nach seiner Entlassung wurde er von der Regierung des Großherzogtums Hessen in die Vereinigten Staaten abgeschoben. Hier war er zunächst Lehrer für Alte Sprachen in Philadelphia, dann Professor für klassische Literatur am William and Mary College in Williamsburg (Virginia). Er heiratete Mary Carter, mit der er 9 Kinder hatte. Ab 1848 war er Priester der Episkopalkirche der Vereinigten Staaten von Amerika, ab 1853 in Norfolk (Virginia). Zuletzt amtierte er bis 1889 als Rektor der Pauluskirche in Richmond (Virginia). Während des Bürgerkriegs stand er als Geistlicher in enger Beziehung zu Präsident Jefferson Davis und General Lee.

## Wissenswert
Im 1979 gedrehten DEFA-Film Addio, piccola mia über das Leben Georg Büchners aus dem Jahr 1979 wird Minnigerode von Lars Jung verkörpert.